# Camino Tassajara
Camino Tassajara statisztikai település az USA Kalifornia államának Contra Costa megyéjében. Lakosainak száma 4951 fő (2020. április 1.).

## Népesség
A település népességének változása:

| 2010 | 2 197 |
| 2020 | 4 951 |